# Bach (Lot)
Pour les articles homonymes, voir Bach (homonymie).
Bach est une commune française, située dans le sud du département du Lot en région Occitanie.
Elle est également dans le causse de Limogne, un des quatre causses du Quercy, dénudé et clairsemé de champs de lavande, de genévriers et de chênes truffiers.
Exposée à un climat océanique altéré, elle est drainée par la Lère, le ruisseau de Saint-Alby et par divers autres petits cours d'eau. Incluse dans le parc naturel régional des Causses du Quercy, la commune possède un patrimoine naturel remarquable : un espace protégé (la réserve naturelle nationale d'intérêt géologique du département du Lot) et quatre zones naturelles d'intérêt écologique, faunistique et floristique.
Bach est une commune rurale qui compte 207 habitants en 2022, après avoir connu un pic de population de 718 habitants en 1841.  Elle fait partie de l'aire d'attraction de Cahors. Ses habitants sont appelés les Bachois ou  Bachoises.

## Géographie

### Localisation
Commune du Quercy située dans le causse de Limogne.

### Communes limitrophes
La commune est limitrophe du département de Tarn-et-Garonne.
Les communes limitrophes sont  Concots, Escamps, Saillac, Saint-Projet, Varaire et Vaylats.
|         | Concots                        | Varaire |
| Escamps | Bach                           | Saillac |
| Vaylats | Saint-Projet (Tarn-et-Garonne) |         |

### Climat
Pour des articles plus généraux, voir Climat de l'Occitanie et Climat du Lot.
En 2010, le climat de la commune est de type climat océanique altéré, selon une étude s'appuyant sur une série de données couvrant la période 1971-2000. En 2020, Météo-France publie une typologie des climats de la France métropolitaine dans laquelle la commune est exposée à un climat océanique altéré et est dans une zone de transition entre les régions climatiques « Aquitaine, Gascogne » et « Ouest et nord-ouest du Massif Central ». La première est caractérisée par une pluviométrie abondante au printemps, modérée en automne, un faible ensoleillement au printemps, un été chaud (19,5 °C), des vents faibles, des brouillards fréquents en automne et en hiver et des orages fréquents en été (15 à 20 jours).  La seconde présente une pluviométrie annuelle de 900 à 1 500 mm, maximale en automne et en hiver.
Pour la période 1971-2000, la température annuelle moyenne est de 12,1 °C, avec une amplitude thermique annuelle de 15,8 °C. Le cumul annuel moyen de précipitations est de 899 mm, avec 10,7 jours de précipitations en janvier et 6,3 jours en juillet. Pour la période 1991-2020, la température moyenne annuelle observée sur la station météorologique la plus proche, située sur la commune du Montat à 18 km à vol d'oiseau, est de 13,3 °C et le cumul annuel moyen de précipitations est de 824,6 mm,. Pour l'avenir, les paramètres climatiques de la commune estimés pour 2050 selon différents scénarios d’émission de gaz à effet de serre sont consultables sur un site dédié publié par Météo-France en novembre 2022.

### Milieux naturels et biodiversité

#### Espaces protégés
La protection réglementaire est le mode d’intervention le plus fort pour préserver des espaces naturels remarquables et leur biodiversité associée,.
La commune fait ainsi partie du parc naturel régional des Causses du Quercy, un espace protégé créé en 1999 et d'une superficie de 183 039 ha, qui s'étend sur 102 communes du département du Lot. La cohérence du territoire du Parc s’est fondée sur l’unité géologique d’un même socle de massif karstique, entaillé de profondes vallées. Le périmètre repose sur une unité de paysages autour de la pierre et du bâti (souvent en pierre sèche), de l’empreinte des pelouses sèches et du pastoralisme et de l’omniprésence des patrimoines naturels et culturels,. Ce parc a été classé Géoparc en mai 2017 sous la dénomination « géoparc des causses du Quercy, faisant dès lors partie du Réseau mondial des Géoparcs, soutenu par l’UNESCO,.
La commune fait également partie de la réserve naturelle nationale d'intérêt géologique du département du Lot, classée en 2015 et d'une superficie de 800 ha, 59 sites d'intérêts géomorphologique, minéralogique, tectonique et paléontologique remarquables,.

#### Zones naturelles d'intérêt écologique, faunistique et floristique
L’inventaire des zones naturelles d'intérêt écologique, faunistique et floristique (ZNIEFF) a pour objectif de réaliser une couverture des zones les plus intéressantes sur le plan écologique, essentiellement dans la perspective d’améliorer la connaissance du patrimoine naturel national et de fournir aux différents décideurs un outil d’aide à la prise en compte de l’environnement dans l’aménagement du territoire. 
Trois ZNIEFF de type 1 sont recensées sur la commune :
- les « bois d´Aubrelong, vallée de la Lère morte et vallons annexes » (1 470 ha), couvrant 8 communes dont trois dans le Lot et cinq dans le Tarn-et-Garonne[18] ;
- « Cuzoul de Frayssinet » (217 ha), couvrant 2 communes du département[19],
- les « pelouses sèches du Champ de Dual et combes boisés de Couanac » (391 ha), couvrant 3 communes du département[20] ;

et une ZNIEFF de type 2, : 
le « causse de Caylus, vallée de Sietges et haute vallée de la Lère » (8 815 ha), couvrant 13 communes dont cinq dans le Lot et huit dans le Tarn-et-Garonne.

Carte des ZNIEFF de type 1 et 2 à Bach.
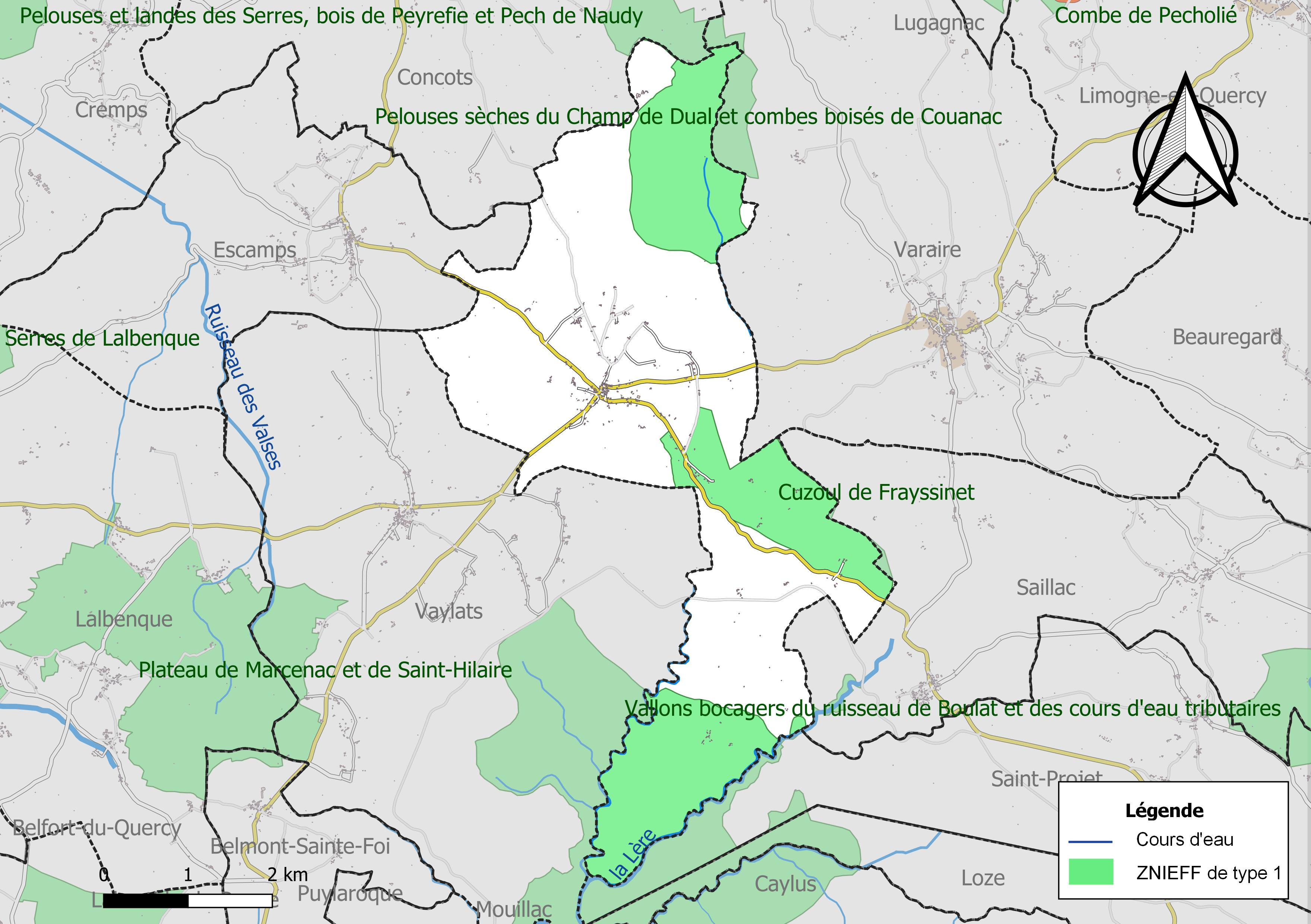
Carte des ZNIEFF de type 1 sur la commune.
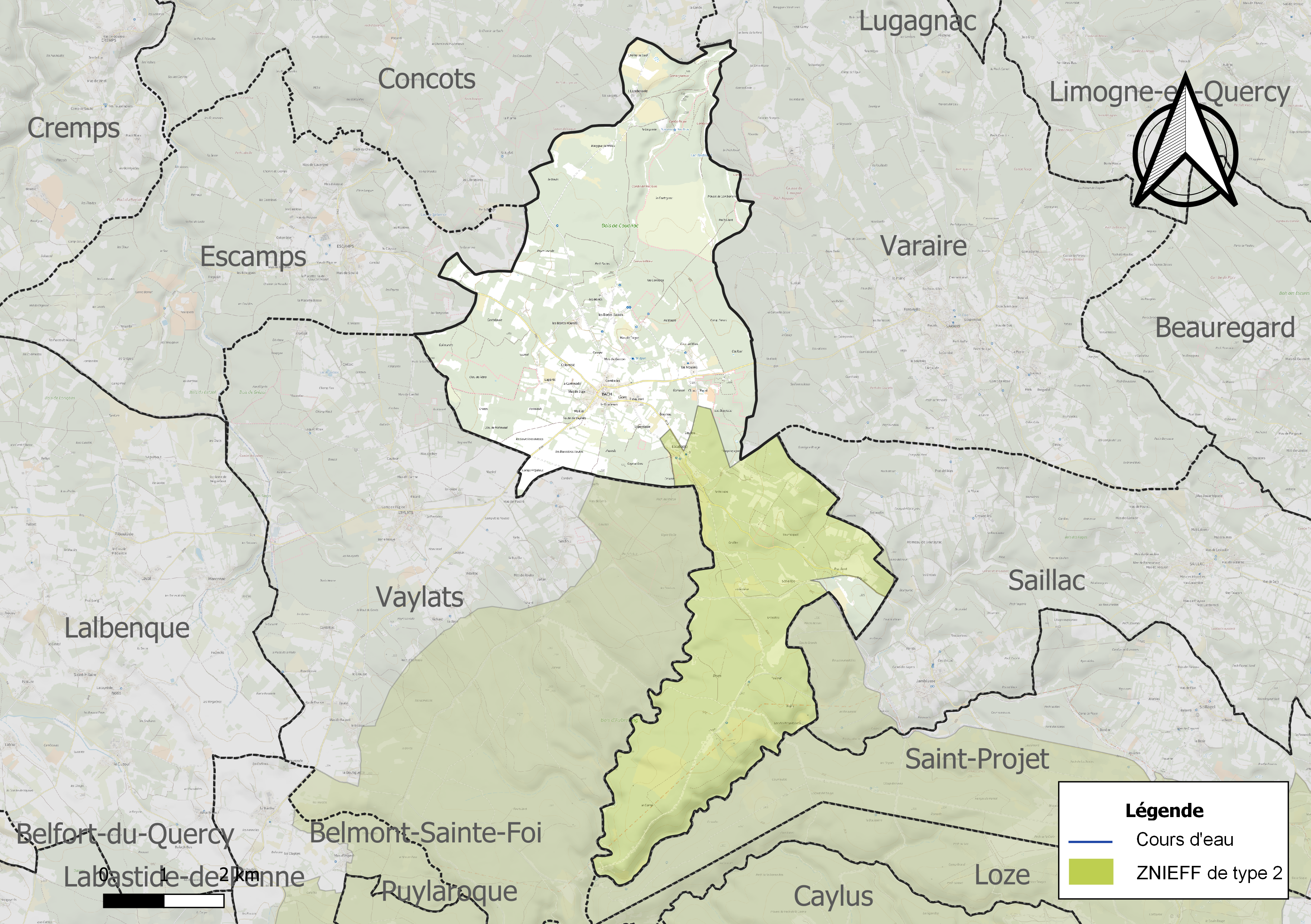
Carte de la ZNIEFF de type 2 sur la commune.

### Voies de communication et transports
La desserte de la commune est assurée par la ligne d'autocar 881 du réseau régional liO, permettant de rejoindre la gare de Cahors depuis Varaire.

## Urbanisme

### Typologie
Au 1er janvier 2024, Bach est catégorisée commune rurale à habitat très dispersé, selon la nouvelle grille communale de densité à sept niveaux définie par l'Insee en 2022.
Elle est située hors unité urbaine. Par ailleurs la commune fait partie de l'aire d'attraction de Cahors, dont elle est une commune de la couronne,. Cette aire, qui regroupe 78 communes, est catégorisée dans les aires de 50 000 à moins de 200 000 habitants,.

### Occupation des sols
L'occupation des sols de la commune, telle qu'elle ressort de la base de données européenne d’occupation biophysique des sols Corine Land Cover (CLC), est marquée par l'importance des forêts et milieux semi-naturels (69,8 % en 2018), une proportion identique à celle de 1990 (69,8 %). La répartition détaillée en 2018 est la suivante : 
forêts (61,4 %), zones agricoles hétérogènes (20,8 %), prairies (9,4 %), milieux à végétation arbustive et/ou herbacée (8,4 %). L'évolution de l’occupation des sols de la commune et de ses infrastructures peut être observée sur les différentes représentations cartographiques du territoire : la carte de Cassini (XVIIIe siècle), la carte d'état-major (1820-1866) et les cartes ou photos aériennes de l'IGN pour la période actuelle (1950 à aujourd'hui).

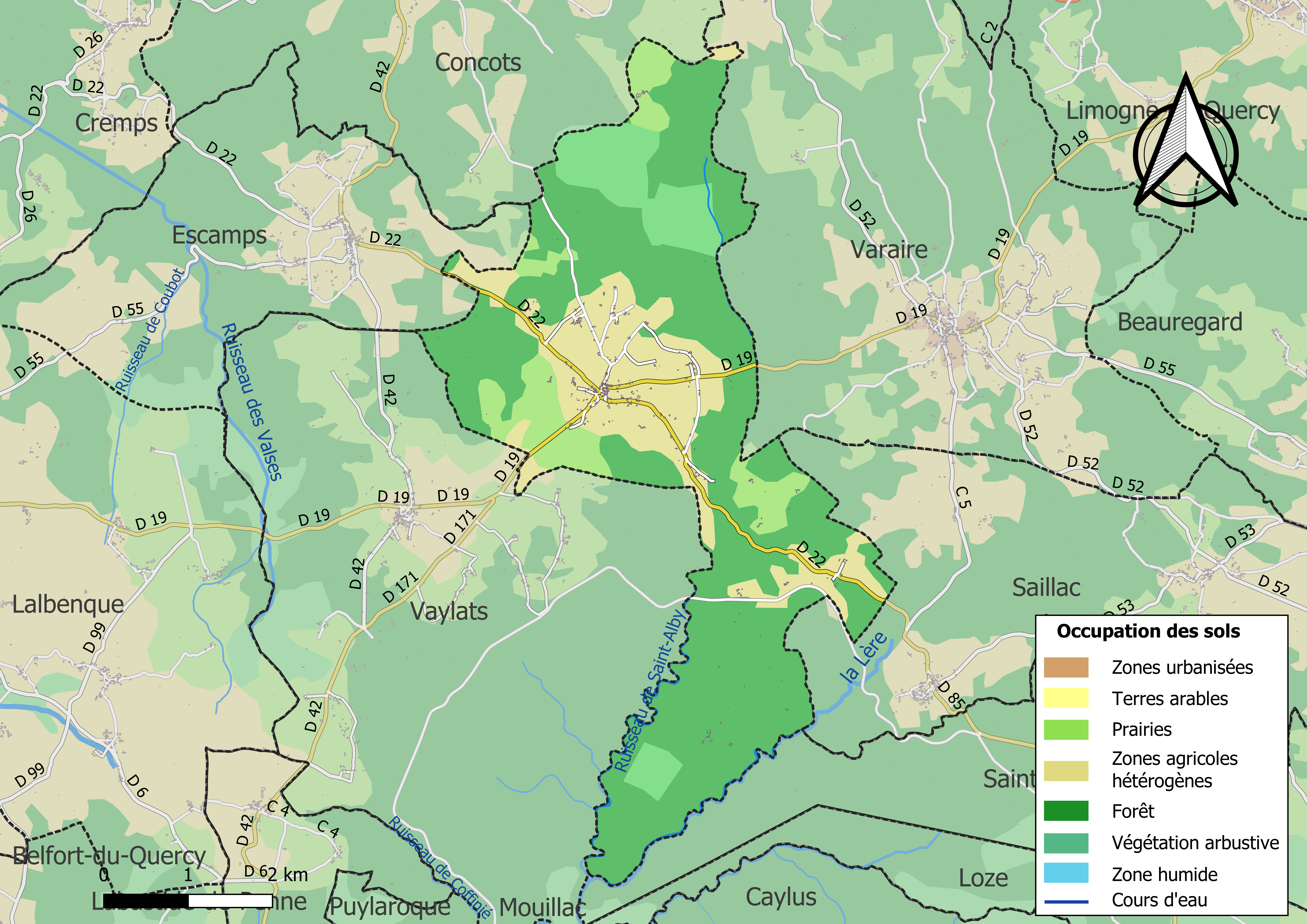
Carte des infrastructures et de l'occupation des sols de la commune en 2018 (CLC).

### Risques majeurs
Le territoire de la commune de Bach est vulnérable à différents aléas naturels : météorologiques (tempête, orage, neige, grand froid, canicule ou sécheresse), feux de forêts, mouvements de terrains et séisme (sismicité très faible). Un site publié par le BRGM permet d'évaluer simplement et rapidement les risques d'un bien localisé soit par son adresse soit par le numéro de sa parcelle.
Bach est exposée au risque de feu de forêt. Un plan départemental de protection des forêts contre les incendies a été approuvé par arrêté préfectoral le 30 novembre 2015 pour la période 2015-2025. Les propriétaires doivent ainsi couper les broussailles, les arbustes et les branches basses sur une profondeur de 50 mètres, aux abords des constructions, chantiers, travaux et installations de toute nature, situées à moins de 200 mètres de terrains en nature
de bois, forêts, plantations, reboisements, landes ou friches. Le brûlage des déchets issus de l’entretien des parcs et jardins des ménages et des collectivités est interdit. L’écobuage est également interdit, ainsi que les feux de type méchouis et barbecues, à l’exception de ceux prévus dans des installations fixes (non situées sous couvert d'arbres) constituant une dépendance d'habitation.

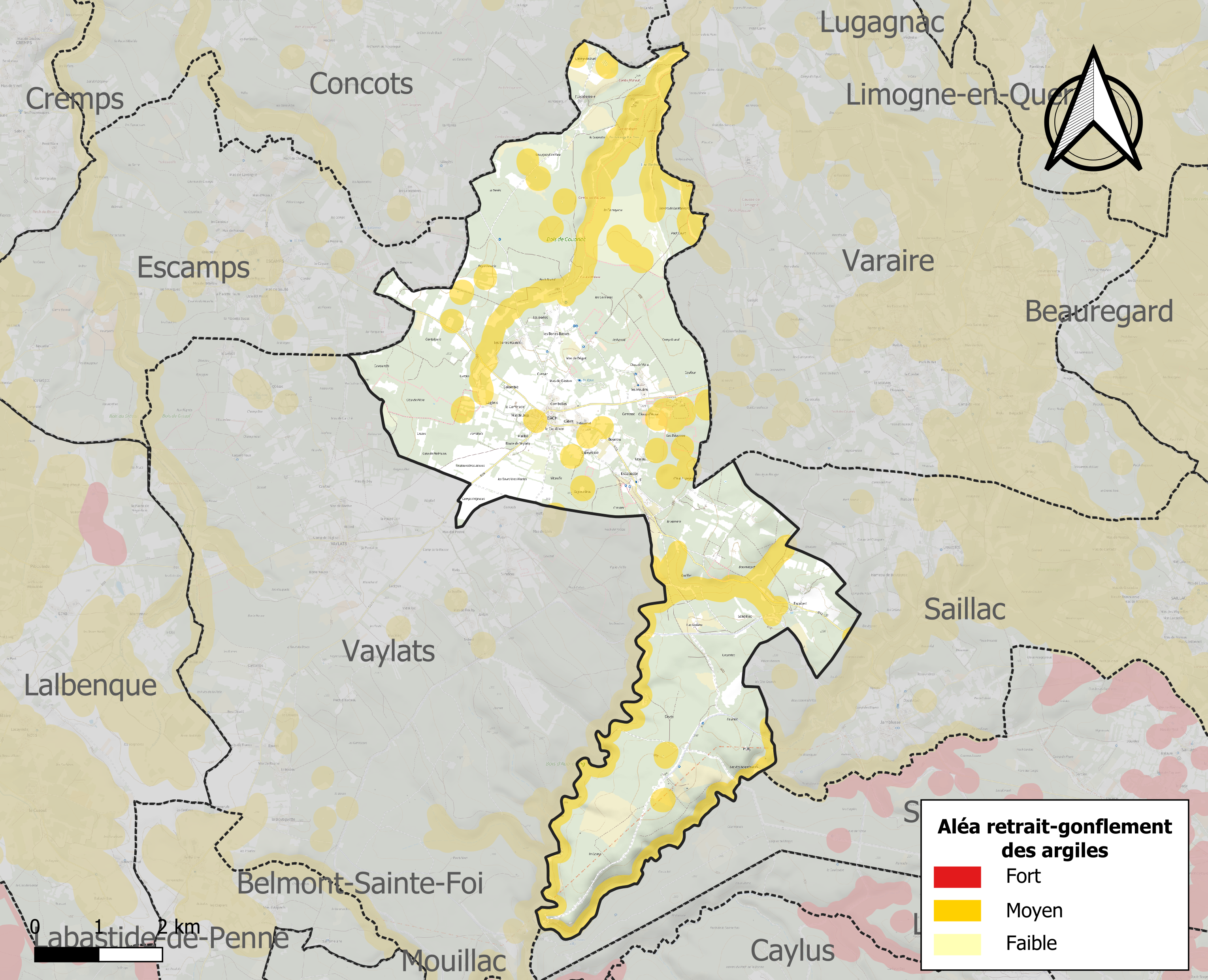
Carte des zones d'aléa retrait-gonflement des sols argileux de Bach.

Les mouvements de terrains susceptibles de se produire sur la commune sont des affaissements et effondrements liés aux cavités souterraines (hors mines), des éboulements, chutes de pierres et de blocs et des tassements différentiels. Par ailleurs, afin de mieux appréhender le risque d’affaissement de terrain, l'inventaire national des cavités souterraines permet de localiser celles situées sur la commune.
Le retrait-gonflement des sols argileux est susceptible d'engendrer des dommages importants aux bâtiments en cas d’alternance de périodes de sécheresse et de pluie. 24,7 % de la superficie communale est en aléa moyen ou fort (67,7 % au niveau départemental et 48,5 % au niveau national). Sur les 161 bâtiments dénombrés sur la commune en 2019, 16 sont en aléa moyen ou fort, soit 10 %, à comparer aux 72 % au niveau départemental et 54 % au niveau national. Une cartographie de l'exposition du territoire national au retrait gonflement des sols argileux est disponible sur le site du BRGM,.
Par ailleurs, afin de mieux appréhender le risque d’affaissement de terrain, l'inventaire national des cavités souterraines permet de localiser celles situées sur la commune.
La commune a été reconnue en état de catastrophe naturelle au titre des dommages causés par les inondations et coulées de boue survenues en 1982 et 1999. Concernant les mouvements de terrains, la commune a été reconnue en état de catastrophe naturelle au titre des dommages causés par des mouvements de terrain en 1999.

## Toponymie
Bach (XIVe siècle), peut-être de l'occitan "ubac" (endroit exposé au nord) ou du vieux français "bach" signifiant "réservoir".
Selon Gaston Bazalgues, le nom Bach aurait une origine germanique, le mot bach voulant dire ruisseau en allemand.

## Histoire
La première mention de Bach est faite dans un arrangement entre les Templiers de La Capelle Livron et le recteur Raymond Bada au sujet des limites entre la paroisse de Bach et celle de Jamblusse.

## Politique et administration
| Période                                  | Période      | Identité                    | Étiquette | Qualité                      |
| ---------------------------------------- | ------------ | --------------------------- | --------- | ---------------------------- |
| 1802                                     | 1830         | Jean Baptiste Helyot (d)    |           |                              |
| 1830                                     | 1840         | Jacques Guilhem             |           |                              |
| 1840                                     | 1841         | Pierre Escrouzailles        |           |                              |
| 1841                                     | 1848         | Jean Calmette               |           |                              |
| 1848                                     | 1850         | Pierre Escrouzailles        |           |                              |
| 1850                                     | 30 août 1899 | Jean Baptiste Escrouzailles |           |                              |
| 1899                                     | 1902         | Jean Pierre Gaven           |           |                              |
| 1931                                     | 1931         | Lacaze                      |           |                              |
| 1959                                     | 1983         | Michel Theil                | SE        | Agriculteur                  |
| 1983                                     | 1995         | René Besse                  | SE        | Agriculteur                  |
| 1995                                     | 2014         | Pierre Burg                 | SE        | Technicien agronome/Retraité |
| 2014                                     | En cours     | Patrick Valette             |           | Commerçant                   |
| Les données manquantes sont à compléter. |              |                             |           |                              |

## Démographie
| 1793 | 1800 | 1806 | 1821 | 1831 | 1836 | 1841 | 1846 | 1851 |
| ---- | ---- | ---- | ---- | ---- | ---- | ---- | ---- | ---- |
| 459  | 578  | 574  | 663  | 674  | 597  | 718  | 706  | 658  |

| 1856 | 1861 | 1866 | 1872 | 1876 | 1881 | 1886 | 1891 | 1896 |
| ---- | ---- | ---- | ---- | ---- | ---- | ---- | ---- | ---- |
| 633  | 650  | 618  | 640  | 668  | 568  | 598  | 575  | 560  |

| 1901 | 1906 | 1911 | 1921 | 1926 | 1931 | 1936 | 1946 | 1954 |
| ---- | ---- | ---- | ---- | ---- | ---- | ---- | ---- | ---- |
| 438  | 419  | 383  | 367  | 360  | 326  | 273  | 229  | 180  |

| 1962 | 1968 | 1975 | 1982 | 1990 | 1999 | 2006 | 2011 | 2016 |
| ---- | ---- | ---- | ---- | ---- | ---- | ---- | ---- | ---- |
| 153  | 144  | 127  | 124  | 140  | 144  | 171  | 166  | 181  |

| 2021 | 2022 | - | - | - | - | - | - | - |
| ---- | ---- | - | - | - | - | - | - | - |
| 196  | 207  | - | - | - | - | - | - | - |

## Lieux et monuments
- La phosphatière du Cloup d'Aural : ancienne exploitation de phosphate du XIXe siècle, grotte à ciel ouvert, site naturel avec végétation luxuriante. Elle a été classée monument historique par arrêté du 10 décembre 1998[37].
- Les puits "anglais" : profond réservoirs d'eau datant de l'époque de la guerre de 100 ans. Ils étaient alimentés par une veine d'eau aujourd'hui tarie.
- Une possible localisation d'Uxellodunum est soutenue par une association au lieu-dit Cantayrac dans le camp militaire au sud de la commune. De nombreux vestiges gallo-romains servant de base à une argumentation dûment étayée y ont été découverts par Eloi Itard (natif de Bach), André Noché et Fernand Réveille sans pouvoir conclure pour autant.
- Église de l'Assomption-de-la-Vierge-Marie de Bach. L'édifice est référencé dans la base Mérimée et à l'Inventaire général Région Occitanie[38]. Plusieurs objets sont référencés dans la base Palissy[38].

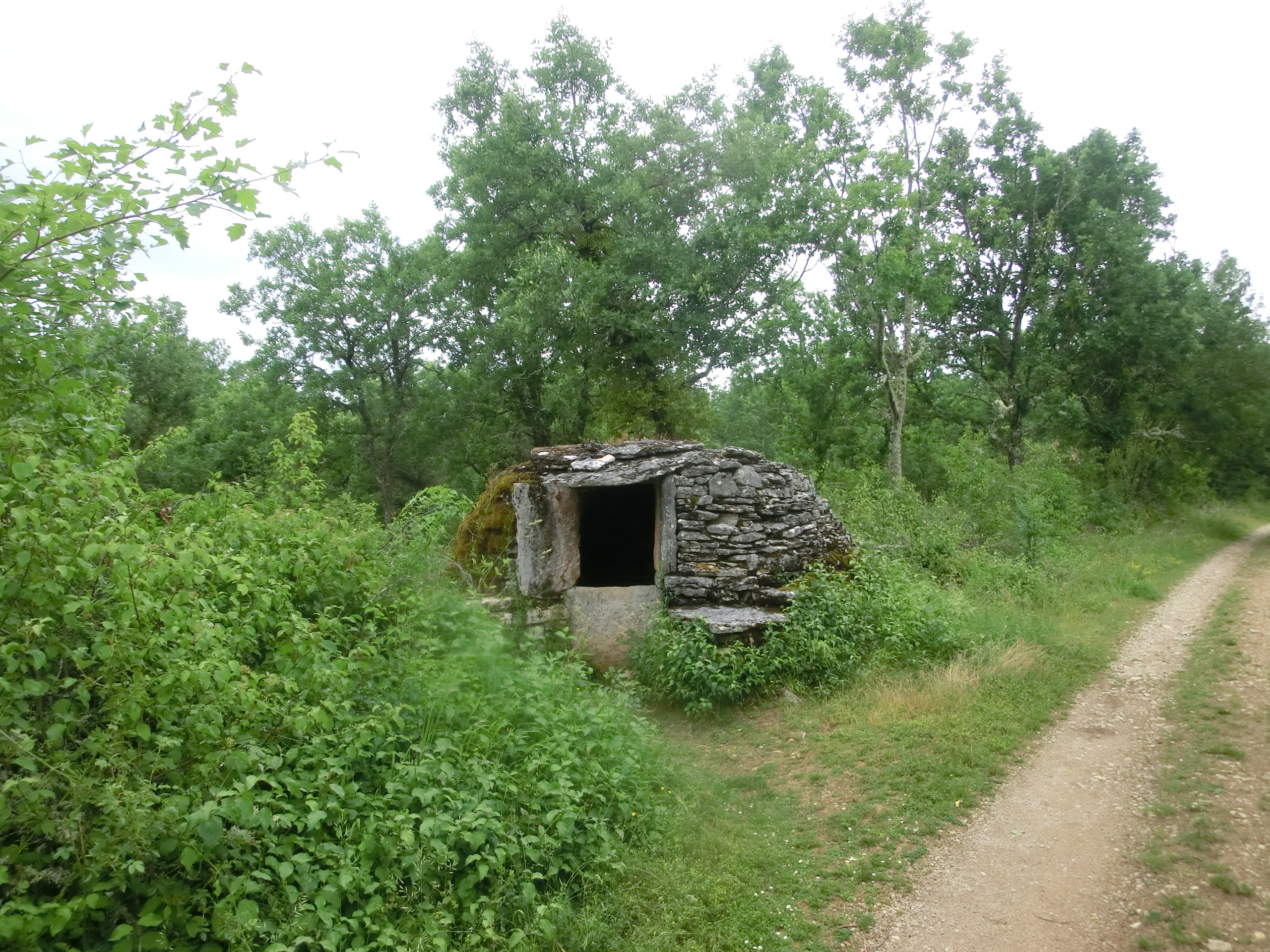
Une gariotte (abri en pierres sèches)
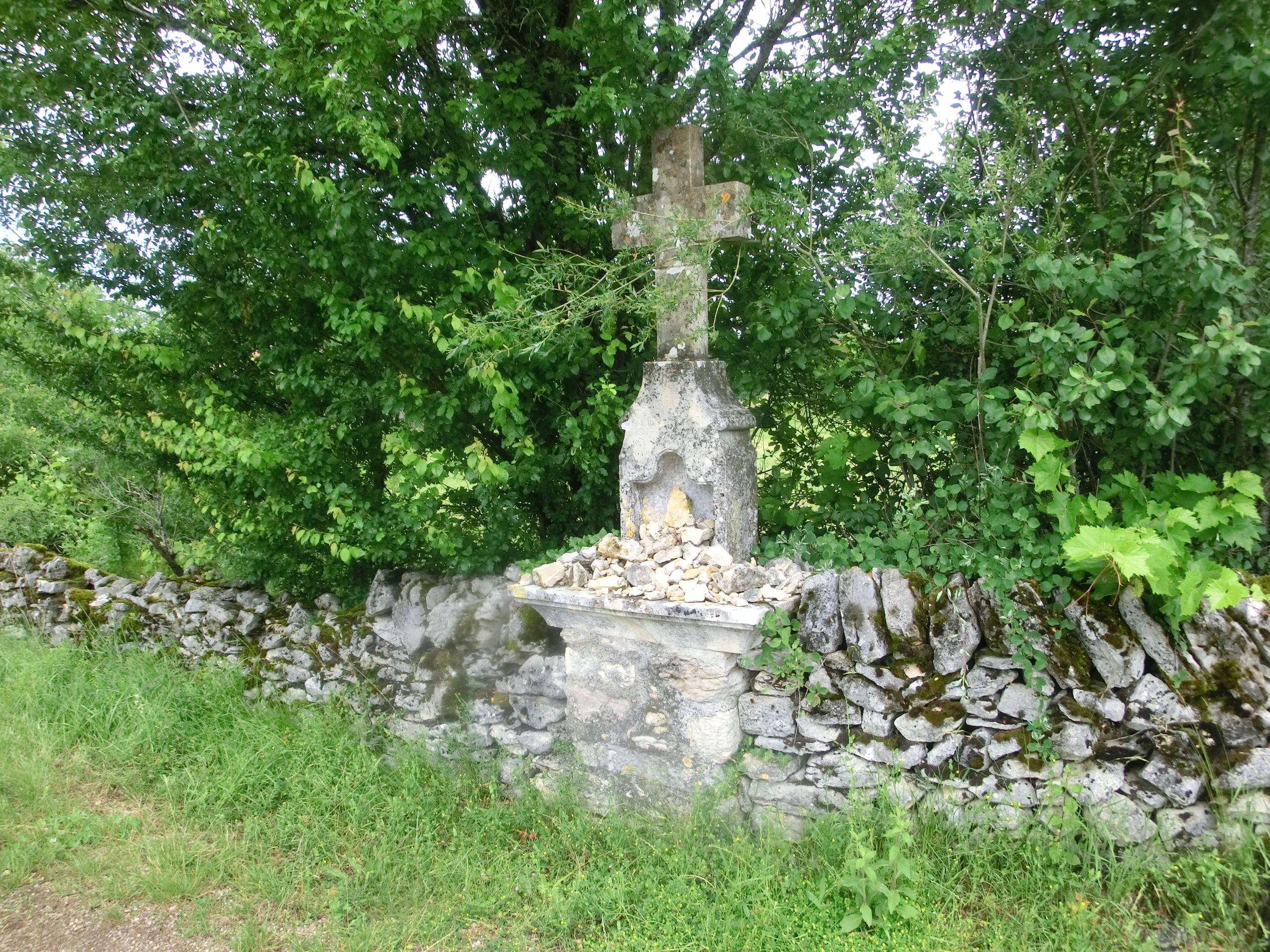
Une croix du Chemin de Compostelle près de Bach.
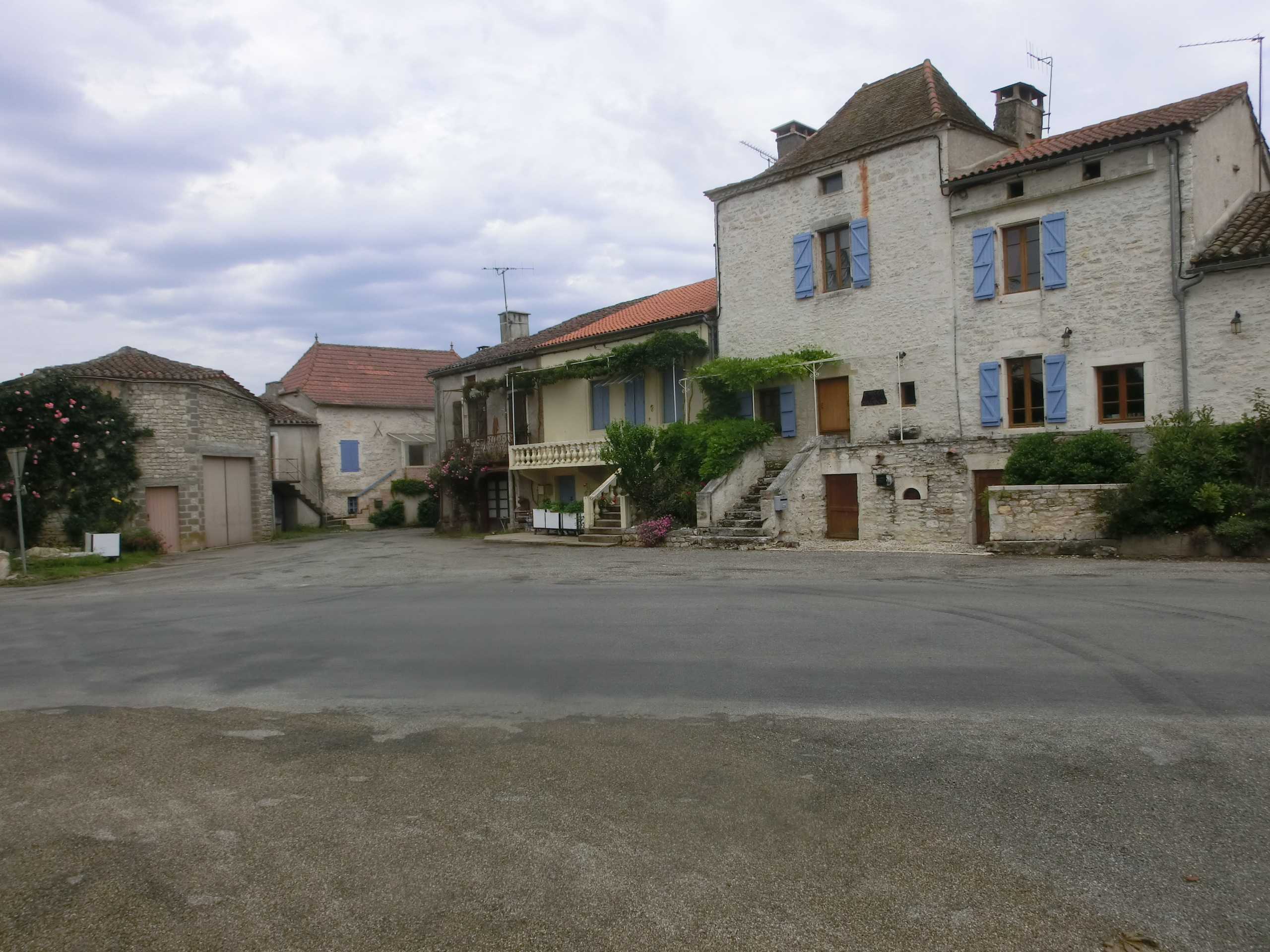
La place.
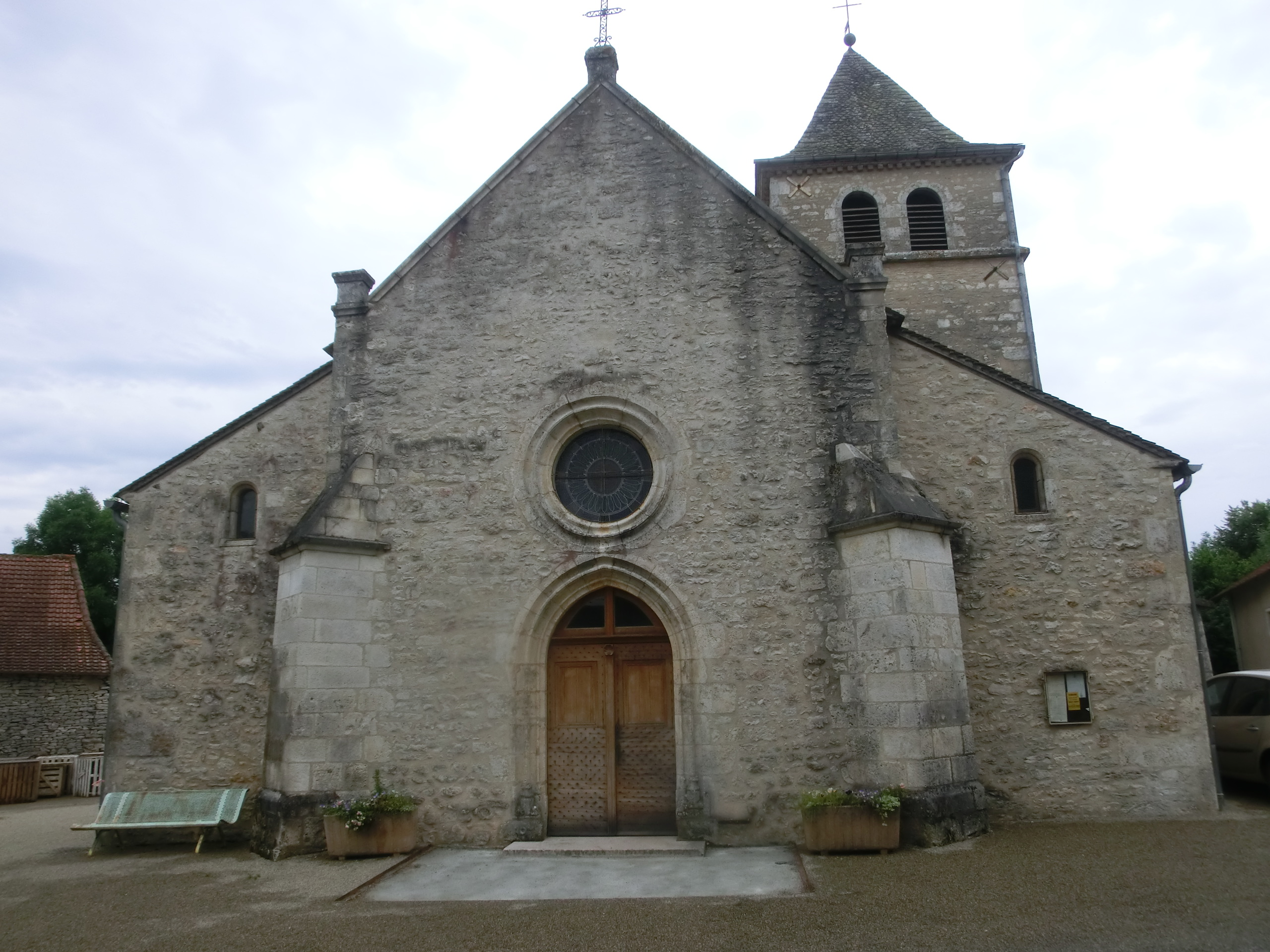
L'église.

## Vie locale

### Manifestations et association
- Comité des fêtes (fêtes votive le second week-end d'août), brocante au mois de mai
- Club des ainées (le trait d'union Bach-Vaylats-Escamps)
- Société de chasse
- Association de préservation de l'église de Bach l'anda Notre Dame de Bach avec l'organisation de concert dans l'église

## Le pèlerinage de Compostelle
Sur la via Podiensis du pèlerinage de Saint-Jacques-de-Compostelle.
On vient de Limogne-en-Quercy, Varaire en direction Cahors, et sa cathédrale Saint-Étienne et le pont Valentré.

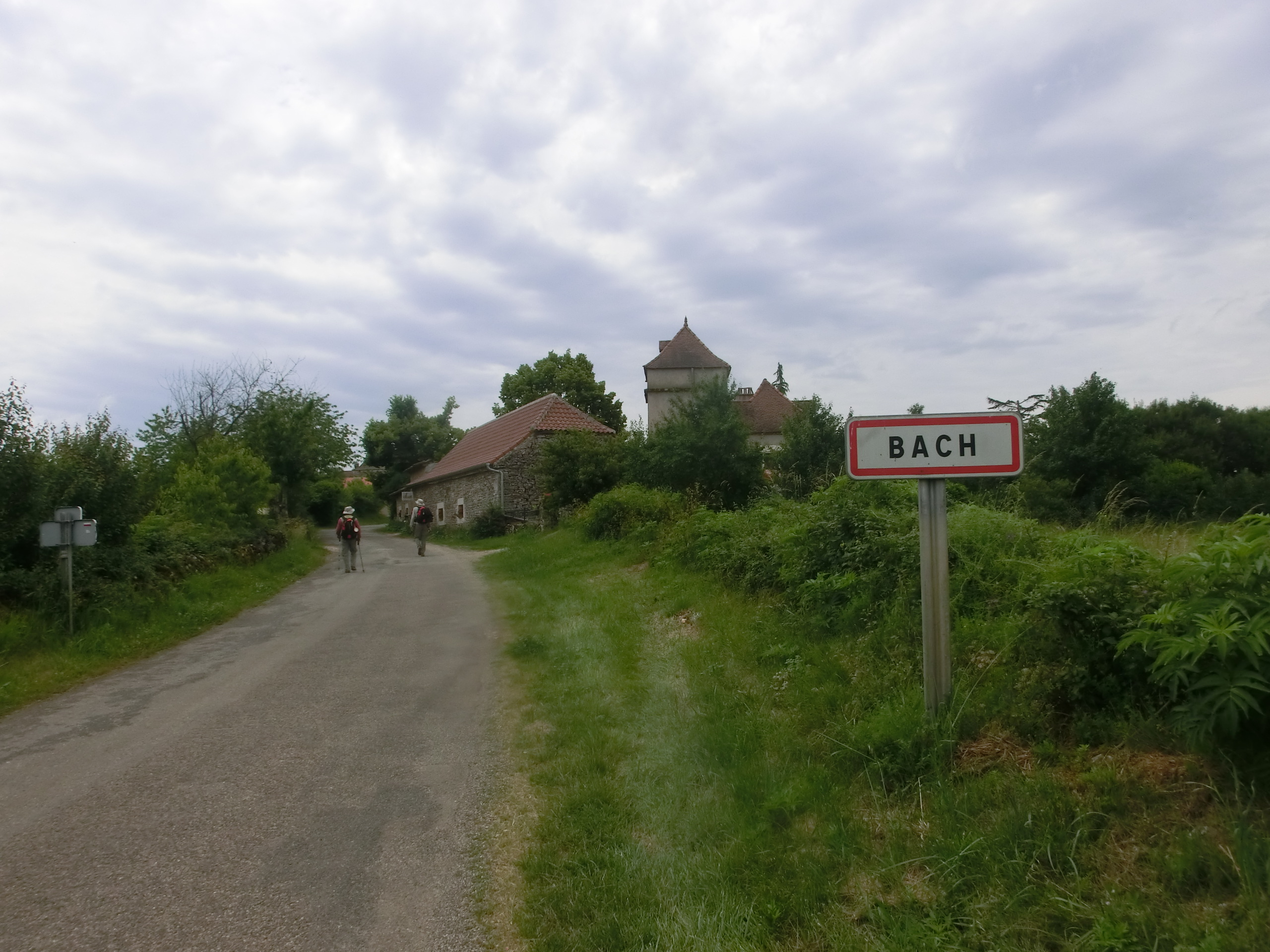
Le chemin de Compostelle entre dans Bach.

## Personnalités liées à la commune
Eloi Itard, natif de Bach, père jésuite (Le Caousou, Toulouse), et connu localement pour être promoteur, avec Fernand Réveille et André Noché, du site de Cantayrac pour le siège d'Uxellodunum (51 av. J.-C.), juste postérieur à celui d'Alesia. Tel une thèse, ils ont rédigé un livre très détaillé sur:
1. décomposition du texte latin d'Hirtius, Officier de César, texte écrit durant la guerre des gaules, et intégré dans le "Bellum Gallicum"
2. mise en évidence de 41 points auxquels chaque site supposé être Uxellodunum doit répondre,
3. analyse comparée des différents sites par rapport à ces 41 points,
4. Mise en évidence de l'adéquation du site de Cantayrac (au sud de Bach, ouest de Jamblusse) avec ces 41 points.
5. Réf. livre: "Face à César, Le dernier bastion gaulois, À-t-on retrouvé Uxellodunum" par Itard et Noché, Ed Printex

#### Site de l'Insee
1. ↑  « La grille communale de densité », sur le site de l'Insee, 28 mai 2024 (consulté le 28 juin 2024).
2. 1 2  Insee, « Métadonnées de la commune de Bach ».
3. ↑  « Liste des communes composant l'aire d'attraction de Cahors », sur le site de l'Insee (consulté le 28 juin 2024).
4. ↑  Marie-Pierre de Bellefon, Pascal Eusebio, Jocelyn Forest, Olivier Pégaz-Blanc et Raymond Warnod (Insee), « En France, neuf personnes sur dix vivent dans l’aire d’attraction d’une ville », sur le site de l'Insee, 21 octobre 2020 (consulté le 28 juin 2024).

#### Autres sources
1. ↑  Carte IGN sous Géoportail
2. 1 2  Daniel Joly, Thierry Brossard, Hervé Cardot, Jean Cavailhes, Mohamed Hilal et Pierre Wavresky, « Les types de climats en France, une construction spatiale », Cybergéo, revue européenne de géographie - European Journal of Geography, no 501,‎ 18 juin 2010 (DOI 10.4000/cybergeo.23155, lire en ligne, consulté le 14 novembre 2023)
3. ↑  « Zonages climatiques en France métropolitaine. », sur pluiesextremes.meteo.fr (consulté le 14 novembre 2023).
4. ↑  « Orthodromie entre Bach et Le Montat », sur fr.distance.to (consulté le 14 novembre 2023).
5. ↑  « Station Météo-France « Le Montat » (commune du Le Montat) - fiche climatologique - période 1991-2020 », sur donneespubliques.meteofrance.fr (consulté le 14 novembre 2023).
6. ↑  « Station Météo-France « Le Montat » (commune du Le Montat) - fiche de métadonnées. », sur donneespubliques.meteofrance.fr (consulté le 14 novembre 2023).
7. ↑  « Climadiag Commune : diagnostiquez les enjeux climatiques de votre collectivité. », sur meteofrance.fr, novembre 2022 (consulté le 14 novembre 2023).
8. ↑  « Les espaces protégés. », sur le site de l'INPN (consulté le 10 mai 2022).
9. ↑  « Liste des espaces protégés sur la commune », sur le site de l'inventaire national du patrimoine naturel (consulté le 1er septembre 2021).
10. ↑  « Le parc naturel régional des Causses du Quercy – charte 2012-2024 »(Archive.org • Wikiwix • Archive.is • Google • Que faire ?), sur parc-causses-du-quercy.fr (consulté le 8 mai 2021).
11. ↑  [PDF]« Le parc naturel régional des Causses du Quercy – charte 2012-2024 - le rapport »(Archive.org • Wikiwix • Archive.is • Google • Que faire ?), sur parc-causses-du-quercy.fr (consulté le 8 mai 2021).
12. ↑  « - fiche descriptive », sur le site de l'inventaire national du patrimoine naturel (consulté le 1er septembre 2021).
13. ↑  « le géoparc des Causses du Quercy »(Archive.org • Wikiwix • Archive.is • Google • Que faire ?), sur le site des Géoparks de l'Unesco (consulté le 26 août 2021).
14. ↑  « - fiche descriptive », sur le site de l'inventaire national du patrimoine naturel (consulté le 1er septembre 2021).
15. ↑  « Réserve naturelle d'intérêt géologique du département du Lot. », sur reserves-naturelles.org (consulté le 26 août 2021).
16. ↑  « FR3600180 - le Lot - fiche descriptive », sur le site de l'inventaire national du patrimoine naturel (consulté le 1er septembre 2021).
17. 1 2  « Liste des ZNIEFF de la commune de Bach », sur le site de l'Inventaire national du patrimoine naturel (consulté le 1er septembre 2021).
18. ↑  « ZNIEFF les « bois d´Aubrelong, vallée de la Lère morte et vallons annexes » - fiche descriptive », sur le site de l'inventaire national du patrimoine naturel (consulté le 1er septembre 2021).
19. ↑  « ZNIEFF « Cuzoul de Frayssinet » - fiche descriptive », sur le site de l'inventaire national du patrimoine naturel (consulté le 1er septembre 2021).
20. ↑  « ZNIEFF les « pelouses sèches du Champ de Dual et combes boisés de Couanac » - fiche descriptive », sur le site de l'inventaire national du patrimoine naturel (consulté le 1er septembre 2021).
21. ↑  « ZNIEFF le « causse de Caylus, vallée de Sietges et haute vallée de la Lère » - fiche descriptive », sur le site de l'inventaire national du patrimoine naturel (consulté le 1er septembre 2021).
22. ↑  Fiche horaires de la ligne 881 du réseau liO.
23. ↑  « CORINE Land Cover (CLC) - Répartition des superficies en 15 postes d'occupation des sols (métropole). », sur le site des données et études statistiques du ministère de la Transition écologique. (consulté le 14 avril 2021).
24. 1 2  « Les risques près de chez moi - commune de Bach », sur Géorisques (consulté le 17 octobre 2022).
25. ↑  BRGM, « Évaluez simplement et rapidement les risques de votre bien », sur Géorisques (consulté le 13 septembre 2022).
26. ↑  « Dossier départemental des risques majeurs dans le Lot »(Archive.org • Wikiwix • Archive.is • Google • Que faire ?), sur lot.gouv.fr (consulté le 13 septembre 2022).
27. ↑  « Dossier départemental des risques majeurs dans le Lot »(Archive.org • Wikiwix • Archive.is • Google • Que faire ?), sur lot.gouv.fr (consulté le 13 septembre 2022), chapitre Mouvements de terrain.
28. 1 2  « Liste des cavités souterraines localisées sur la commune de Bach », sur georisques.gouv.fr (consulté le 13 septembre 2022).
29. ↑  « Retrait-gonflement des argiles », sur le site de l'observatoire national des risques naturels (consulté le 13 septembre 2022).
30. ↑  Gaston Bazalgues, « Les noms des communes du Parc », Les cahiers scientifiques du Parc naturel régional des Causses du Quercy, vol. 1,‎ 2014, p. 116 (lire en ligne).
31. ↑  « Les maires de Bach », sur Site francegenweb, 28 décembre 2011 (consulté le 3 février 2016).
32. ↑  liste des membres du conseil municipal (2008-2014)
33. ↑  L'organisation du recensement, sur insee.fr.
34. ↑  Calendrier départemental des recensements, sur insee.fr.
35. ↑  Des villages de Cassini aux communes d'aujourd'hui sur le site de l'École des hautes études en sciences sociales.
36. ↑  Fiches Insee - Populations de référence de la commune pour les années 2006, 2007, 2008, 2009, 2010, 2011, 2012, 2013, 2014, 2015, 2016, 2017, 2018, 2019, 2020, 2021 et 2022.
37. ↑  Notice no PA46000038, sur la plateforme ouverte du patrimoine, base Mérimée, ministère français de la Culture.
38. 1 2  « Église paroissiale Notre-Dame de l'Assomption », sur pop.culture.gouv.fr (consulté le 6 mai 2021).